# Бісера Туркович
Бісера Туркович (босн. Bisera Turković), уроджена Решич (босн. Rešić; нар. 8 грудня 1954, Сисак) — боснійська дипломатка і політик, міністр закордонних справ Боснії і Герцеговини та заступниця голови Ради міністрів Боснії і Герцеговини в тандемі з Вєкославом Бевандою з 2019 до 2023 року. Колишня міністр європейської інтеграції БіГ.
Перша в історії незалежної Боснії та Герцеговини жінка-посол, а також перша жінка на посаді міністра закордонних справ цієї держави. Була послом БіГ у США, Мексиці, Бразилії та Катарі.

## Життєпис
Народилася у хорватському місті Сисак, у тодішній СР Хорватія, в сім'ї босняка і єврейки. Її мати Катаріна Краус походила із Загреба, а батько Мухарем Решич був родом із Прієдора. Її дідусь по батькові Мехмедалія Решич у 1909—1926 роках жив у Сполучених Штатах, після чого повернувся у Прієдор і одружився з Бахтою Мушич, її бабусею по батьковій лінії. Родина Мушичів була родом з Ужиці, що в нинішній Сербії, яка переселилася у Босанську Костайницю. Батьки Туркович розлучилися, коли вона була ще дитиною, і мати переїхала в Австралію. Туркович жила зі своєю бабусею по батькові у Босанській Костайниці, доки не пішла в школу, переїхавши в Загреб, де жила зі своїм батьком, одночасно відвідуючи своїх бабусю і дідуся по матері Бланку Корез і Стефана Крауса, та навідуючи свою матір в Австралії.
Здобула диплом юриста в Сараєвському університеті та ступінь бакалавра в галузі відправлення правосуддя у кримінальних справах у Філіпському технологічному інституті, що у Мельбурні. Закінчила аспірантуру з кримінології в Університеті ЛаТробе у Мельбурні та здобула ступінь доктора філософії з міжнародних відносин у Тихоокеанському Західному університеті, який згодом перетворився на Каліфорнійський університет Мірамара — організацію, акредитацію якої згодом було анульовано.
На початку 1990-х працювала головним редактором Hayat TV. Стала першим призначеним послом в історії незалежної Боснії та Герцеговини. Вона представляла на цій посаді Республіку Боснія і Герцеговина в Хорватії (1993—1994) та Угорщині (1994—1996), а також очолювала Постійне представництво Боснії та Герцеговини при Організації з безпеки та співробітництва в Європі у Відні (1996—2000). У 2000—2001 роках обіймала посаду міністра європейської інтеграції боснійського уряду, займаючись питаннями вступу Боснії та Герцеговини до Європейського Союзу.
З 2001 по 2004 рік працювала виконавчою директором Центру досліджень безпеки в Боснії та Герцеговині, а також викладачкою на факультеті кримінального правосуддя Сараєвського університету. Також читала лекції у Вебстерському університеті, Сараєвському міжнародному університеті та Травницькому університеті, а також в Університеті Джорджа Вашингтона та інших великих міжнародних університетах.
У проміжку з 2004 по 2005 рік працювала у Постійному представництві Боснії та Герцеговини при Організації Об'єднаних Націй у Відні та на посаді посла у Міжнародному агентстві з атомної енергії, Організації договору про всеосяжну заборону ядерних випробувань та Організації Об'єднаних Націй з промислового розвитку. З 2005 по 2009 рік працювала послом Боснії і Герцеговини у США, Мексиці та Бразилії. Її наступними сходинками в дипломатичній кар'єрі були посада посла БіГ у Бельгії та Люксембурзі у Брюсселі, а також у Катарі з вересня 2018 р.
У грудні 2019 року висунута Партією демократичної дії на посаду міністра закордонних справ, а також на заступника голови Ради міністрів Боснії і Герцеговини. Обіймала ці посади до 2023 року.
У грудні 2020 року закликала до розпуску Республіки Сербської, що рішуче розкритикували Радован Вишкович і Желька Цвіянович, назвавши таку її заяву «мовою ненависті».

## Туркович і Україна
Посеред грудня міністр закордонних справ Росії Сергій Лавров відвідав Боснію і Герцеговину, де у Східному Сараєві зустрівся лише з одним із трьох членів Президії Боснії та Герцеговини Мілорадом Додіком, який у цьому вищому колективному органі виконавчої влади держави представляв сербів і на той час головував. 14 грудня 2020 року Мілорад Додік подарував йому золоту 300-річну ікону, вивезену, як з'ясувалося, з українського Луганська, який із 2014 року перебуває під російським контролем.
Боснійські політики й чиновники, які представляють інші національні громади де-факто конфедеративної Боснії і Герцеговини досить жваво відреагували на цей інцидент у боснійській столиці. Представник хорватів у Президії Боснії і Герцеговини Желько Комшич заявив, що в разі, якщо ікона справді з України і була вивезена під час конфлікту на Донбасі, то вона вкрадена, і хтось мусить сісти у в'язницю.
17 грудня 2020 року Посольство України в Боснії і Герцеговині надіслало до Міністерства закордонних справ Боснії і Герцеговини ноту з вимогою прояснити цю ситуацію. Після цього міністр закордонних справ Бісера Туркович відразу звернулася до прокуратури, яка на підставі звернення порушила справу. Туркович також направила лист у Державне агентство розслідувань і захисту з проханням розслідувати всі звинувачення на підставі ноти від українського посольства.
26 січня 2021 року Бісера Туркович прийняла посла України в Боснії і Герцеговині Василя Кирилича, який у ході розмови наголосив, що Україна ніколи не давала дозволу на вивезення цієї реліквії зі своєї країни і що ікона має культурне значення для України. Посол попрохав вилучити цей об'єкт у відповідних установ Боснії і Герцеговини та запитав дозволу на приїзд українських експертів, які спільно з боснійськими колегами визначать обставини, пов'язані з церковною реліквією. Туркович повідомила послу про заходи, вжиті після ноти Посольства України до МЗС Боснії і Герцеговини, і про дії судової системи БіГ у цій справі. З уваги на те, що ця ситуація ускладнила відносини між двома державами, міністр висловила надію, що компетентні органи розв'яжуть це питання якомога швидше. Торкнувшись інших тем і питань, співрозмовники наголосили на важливості покращення двосторонніх відносин, відзначивши в цьому контексті потребу у відкритті дипломатичного представництва Боснії і Герцеговини в Україні та необхідність визначення стратегічних напрямів співробітництва в галузі економіки, а також підписання кількох міждержавних угод, виконання яких поліпшило б відносини між двома країнами.